# Cylindrotheristus haeoticus
Cylindrotheristus haeoticus is een rondwormensoort uit de familie van de Monhysteridae. De wetenschappelijke naam van de soort is voor het eerst geldig gepubliceerd in 1922 door Filipjev.